# Змінні типу δ Щита
Змі́нні ти́пу δ Щита — коротко-періодичні змінні (періоди в межах від 0d,055 до 0d,2) із невеликими амплітудами (в межах 0,003m — 0,9m, тобто, їх світність може змінюється приблизно вдвічі).
Прототипом є δ Щита.

## Історія
У 30-х роках викликало сенсацію відкриття досить яскравої змінної зорі CY Водолія, період коливань якої виявився рівним 88 хвилинам. За одну ніч можна було спостерігати декілька циклів змінності. 1952 року було відкрито зорю SX Фенікса із ще коротшим періодом, який дорівнював 79 хвилинам.
Спочатку ці зорі вважали змінними типу RR Ліри, але коли було знайдено близько 50 таких зір і можна було виконати статистичне порівняння, їх виділили до окремої групи та деякий час називали карликовими цефеїдами.

## Характеристика

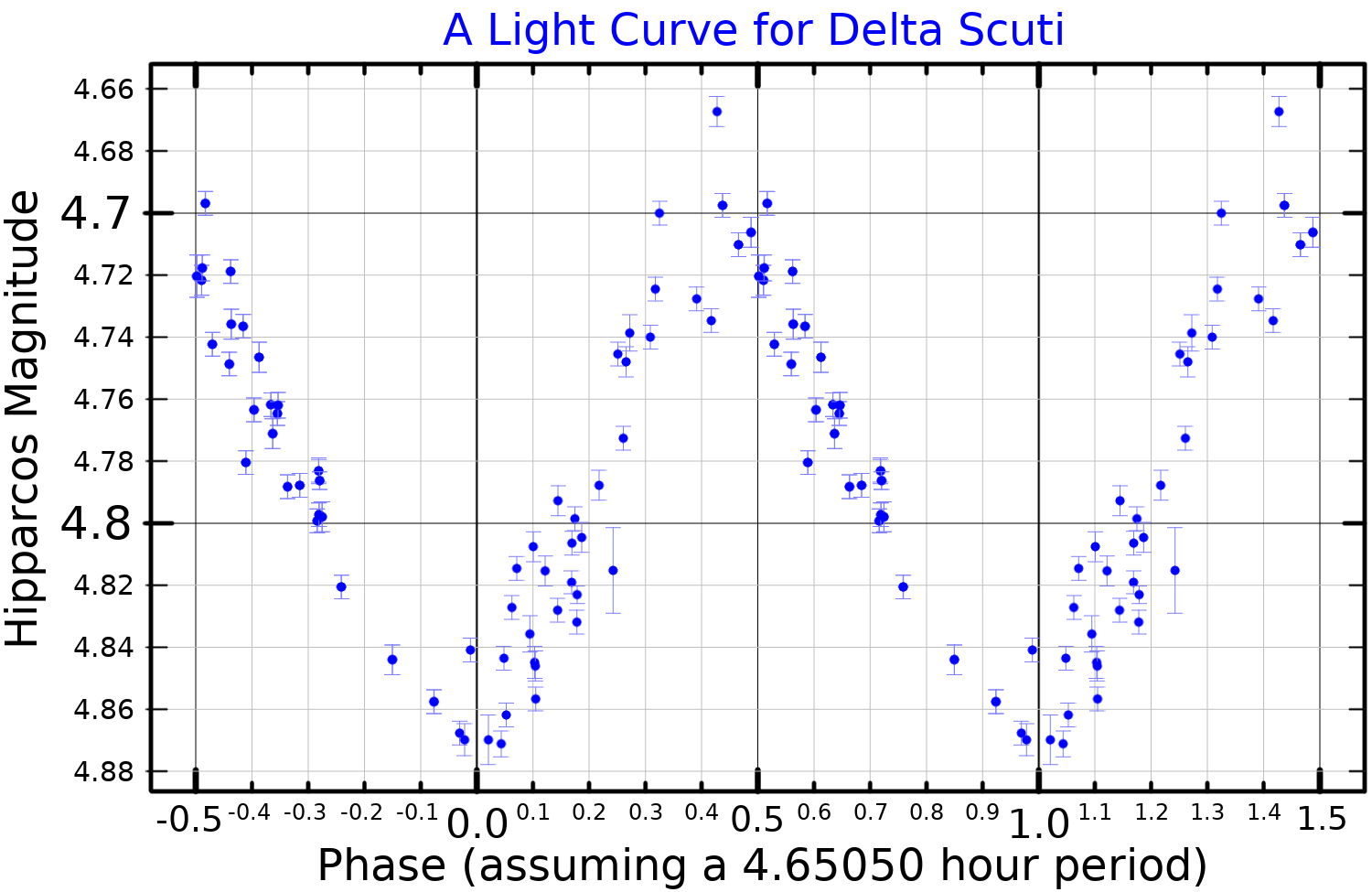
Крива блиску зорі δ Щита

Їх періоди коротші, ніж у зір типу RR Ліри. Амплітуди зміни блиску також невеликі. Асиметрія кривої блиску ε ~ 0,3, що також відрізняє їх від зір типу RR Ліри, і вони швидше нагадують цефеїди. Це видно з кривої блиску АЕ Великої Ведмедиці. Однак, якщо в зір типу RR Ліри період биття П вимірюється десятками діб, то в карликових цефеїд відношення П:Р1 в межах від 3,36 до 4,32. Цим вони відрізняються від зір RR Ліри. Головна їх відмінність від зір типу RR Ліри полягає в тому, що їхні світності набагато менші: абсолютні зоряні величини лежать у межах від +{\displaystyle 4^{m}} до +{\displaystyle 2^{m}}. Вони білого кольору, оскільки температура поверхні цих зір становить 7400-8450 К.

### Спектральні класи

Зорі δ Щита на діаграмі Герцшпрунга — Рассела

Зорі δ Щита спостерігаються зі спектральними класами між A0 і F8 і належать до класів світності від III (субгіганти) до V (зорі головної послідовності). Це ділянка діаграми Герцшпрунга — Рассела, де смуга нестабільності перетинає головну послідовність.
Маси зір δ Щита становлять від 1,5 до 2,5 мас Сонця, а світність у 10-50 разів перевищує сонячну. Ці зорі можуть перебувати на різних стадіях еволюції: на шляху до головної послідовності, у фазі спокійного горіння водню на головній послідовності, або на початку руху від головної послідовності до гілки червоних гігантів.

### Пульсації
Періоди пульсацій становлять менше 0,3 дня. Амплітуди сягають 0,8 зоряної величини, причому в основному досягається лише 0,02 зоряних величини. Були виявлені як радіальні, так і нерадіальні пульсації. Усі зорі δ Щита є багатоперіодичними та коливаються як на основній частоті, так і на інших гармоніках. Тому вони є хорошими об'єктами для астеросейсмологічних досліджень, щоб проаналізувати внутрішню структуру зорі на основі частот її коливань. Більшість коливань є так званими p-модами, в яких відновлюючою силою є тиск, і лише рідко g-модами, в яких відновдюючою силою є гравітація. Для цих пульсуючих змінних існує також зв’язок між періодом і світністю, який застосовується до періоду основного коливання[джерело?]:
{\displaystyle M_{v}=-3{,}725\cdot \log(P)-1{,}969}
Пульсації в основному спричинені каппа-механізмом, хоча стохастичне збудження коливань через конвективний рух у фотосфері також може відігравати певну роль. Каппа-механізм діє в зоні одноразово йонізованого гелію He+, і амплітуда пульсацій зір δ Щита корелює з товщиною цієї зони,  відтак зі швидкістю обертання зорі навколо своєї осі. Якщо у швидкість обертання висока, то у зорі відбувається гарне перемішування, зона He+ достатньо товста, і амплідуда пульсацій висока. Якщо ж швидкість обертання низька, то гелій занурюється глибше в зорю, а метали, що поглинають світло, піднімаються у фотосферу завдяки тиску випромінювання, в результаті частка гелію в зоні He+ мала, і тому амплітуда пульсацій незначуще мала.

## Приклади
Змінними типу δ Щита є такі зорі як Альтаїр, Денебола (β Лева) і β Кассіопеї, Харіс (γ Волопаса), ε Цефея. Припускають, що Вега (α Ліри) також може належати до цього типу змінних, але це поки що не підтверджено[джерело?].